# ArcelorMittal

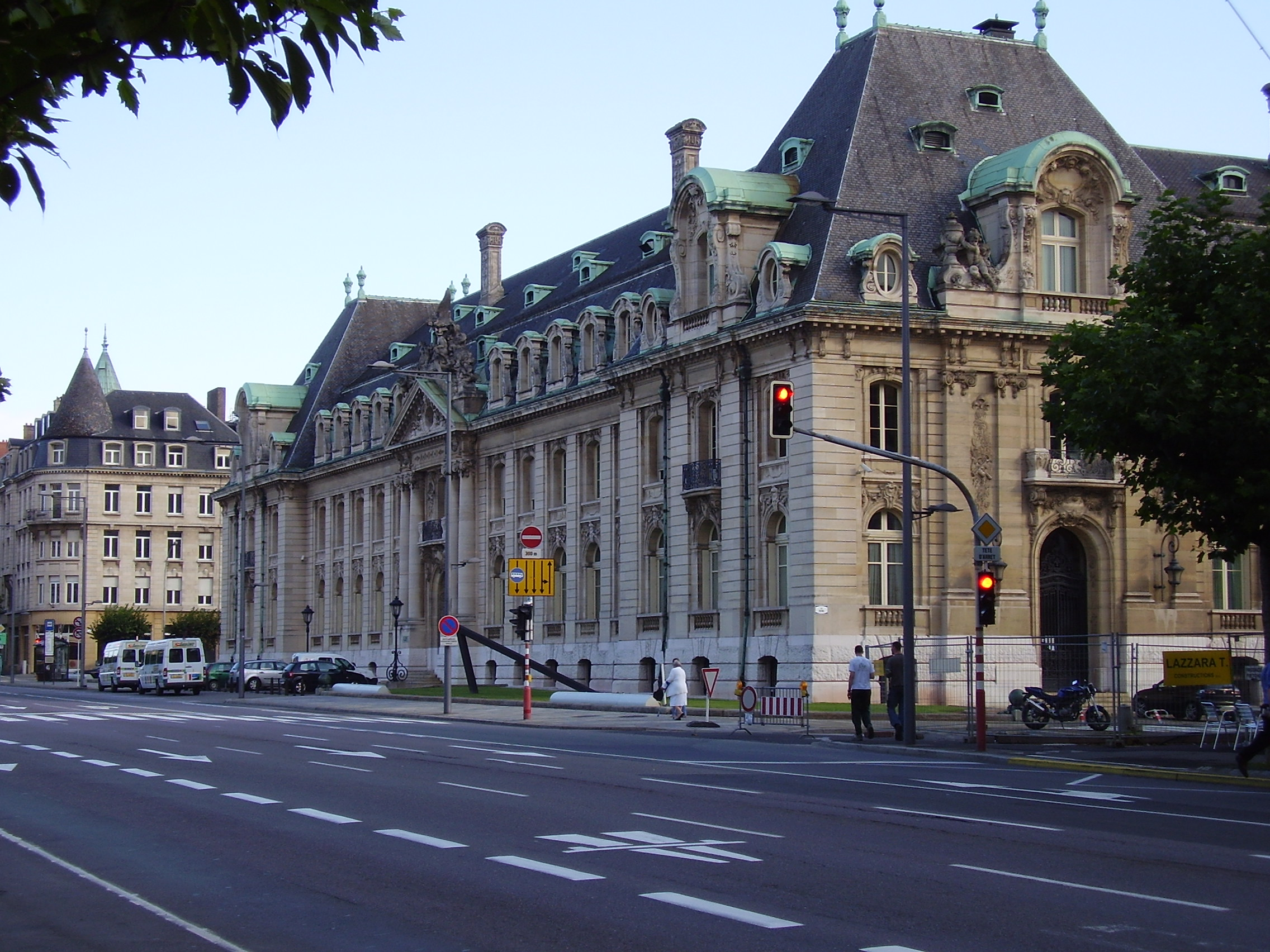
Головний офіс компанії

ArcelorMittal (фр. вимова: [aʁsəlɔʁmiˈtal]) — найбільша металургійна компанія світу, на кінець 2008 року контролювала 10% світового ринку сталі. Зареєстрована у Люксембурзі, має представництва в 60 країнах світу.  АрселорМіттал займає провідні позиції на основних світових ринках збуту металу, включаючи такі галузі як автомобілебудування, будівництво, виробництво побутової техніки та упаковки. Також компанія володіє великими запасами сировини та ефективною системою збуту.

## Історія
Утворена у 2006 році внаслідок злиття люксембурзької компанії Arcelor та індійської Mittal Steel, яка належала індійському бізнесменові Лакшмі Мітталу.
На вересень 2009 сім'ї Лакшмі Міттала належало 40,83% акцій компанії, у вільному обігу перебувало 55,79% акцій, казначейські акції - 3,38%. Голова ради директорів і головний керівник компанії - Лакшмі Міттал.
Компанії належить цілий ряд підприємств з видобутку залізної руди, вугілля, а також металургійних підприємств, в тому числі великий завод «АрселорМіттал Кривий Ріг» в Україні:
- Ispat International
  - Mittal Steel Company
    - International Steel Group
      - Bethlehem Steel
      - Republic Steel
      - LTV-Steel
      - Acme Steel
- Arcelor
  - Aceralia
  - Usinor
  - ARBED
- АрселорМіттал Кривий Ріг,  Україна
- Острава,  Чехія
- ArcelorMittal Poland Dabrowa Gornicza,  Польща
- ArcelorMittal Poland у Кракові,  Польща
- ArcelorMittal Hunedoara,  Румунія
- Галацький металургійний комбінат,  Румунія

Близько 35% сталі виробляється в Америці, 47% – в Європі і 18% – в інших регіонах, серед яких Казахстан, Південна Африка та Україна. ArcelorMittal веде видобуток руди в таких країнах, як Алжир, Боснія і Герцеговина, Бразилія, Канада, Казахстан, Ліберія, Мексика, Росія, Україна і США. У планах – розвиток гірничодобувних підприємств в Австралії, Мавританії, Мозамбіку, Сенегалі та Південній Африці. Група поділена на 6 операційних сегментів.
У червні 2010 року Єврокомісія наклала на ArcelorMittal штраф у розмірі 315 млн євро. Компанія була звинувачена у картельній ціновій змові про вартість напруженої арматури (використовується при будівництві споруд з попередньо напруженого залізобетону) з 16 іншими металургійними компаніями, у тому числі австрійською Voestalpine. Загальна сума штрафів, накладена на всі компанії, склала 518 млн євро.